# Eugen Pausch

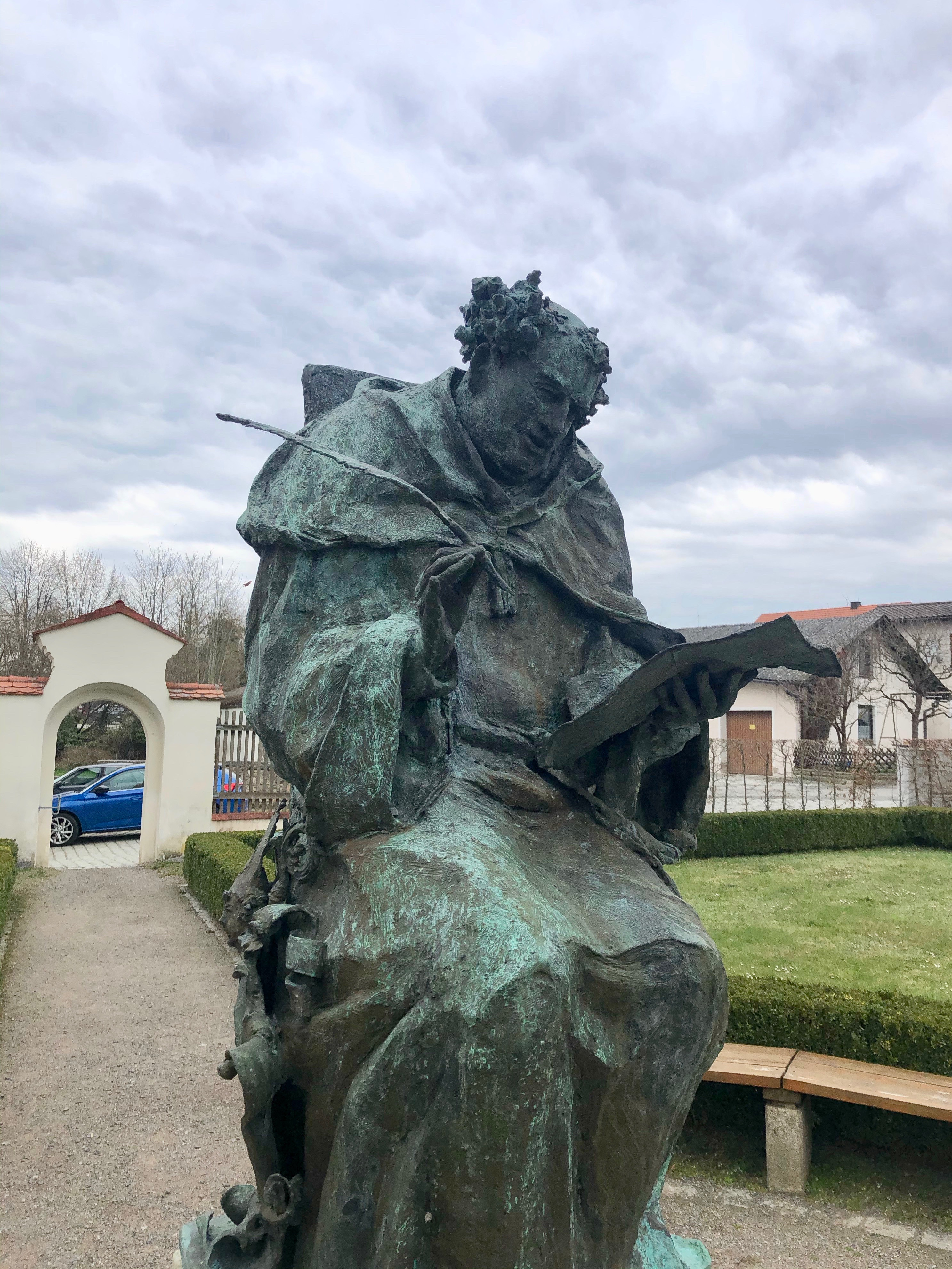
Der komponierende Pater Pausch, Statue im Klostergarten Walderbach

Eugen Pausch OCist (eigentlich Michael Joseph Pausch; * 19. März 1758 in Neumarkt in der Oberpfalz; † 22. Februar 1838 ebenda) war ein deutscher Komponist und katholischer Geistlicher.

## Leben und Wirken
Pausch war das sechste von zehn Kindern des Magistratsdieners J. Andreas und seiner Frau Juliana. Möglicherweise erhielt er die erste Ausbildung von Joseph Willibald Michls Vater Johann Anton. 1769 erscheint er als Schüler am Jesuitengymnasium Neuburg an der Donau, hier ist auch ein Auftritt als Sopranist belegt. 1772 besuchte er das Jesuitengymnasium Eichstätt, 1774 als Logicus die Universität Ingolstadt. 1775 studierte er Philosophie am Seminar in Amberg, zur gleichen Zeit wie Franz Gleißner. 1777 wurde er als Novize in das Zisterzienser-Kloster Walderbach aufgenommen und erhielt den Ordensnamen Eugen(ius). 1778 legte er die Profess ab, 1783 empfing er die Priesterweihe. Er unterrichtete an der Klosterschule und leitete den Chor. Noch im gleichen Jahr wurde er als Lehrer für Grammatik an das Jesuitengymnasium Burghausen versetzt. 1790 kehrte er nach Walderbach zurück, leitete ab 1791 die Schule und war Inspector der Singknaben und Musikdirektor. Vom 1. Dezember 1803 bis 25. Oktober 1804 fungierte er als Inspector des Seminars in Amberg. Wegen einer Asthmaerkrankung kehrte er nach Neumarkt zurück, von 1808 bis 1811 leitete er die Pfarrei im nahen Sulzbürg.

## Bedeutung
Eugen Pausch pflegte einen „neuzeitlichen“ Stil figuraler Kirchenmusik, den Marius Schwemmer (wie auch den Stil Joseph Willibald Michls) so charakterisierte: „Uneitel, generalbassfundiert, lieblich, geschmackvoll, mit einer Präferenz der melodischen Eingängigkeit vor einer kontrapunktischen Struktur über süße und reizende Harmonien“. Komponistenkollegen aus Ostbayern waren u. a. Marianus Königsperger, Theodor Grünberger oder Franz Gleißner. Vorher dominierten überregional bedeutende Tonsetzer und die Tradition des Gregorianischen Chorals.
Gustav Schilling berichtet über Pausch im Universal-Lexicon der Tonkunst (1838): „Dann schrieb er eine Menge Messen, Offertorien und andere Kirchensachen, welche nicht nur durch ganz Baiern, sondern auch im Auslande beliebt wurden.“
Kritisch äußerte sich eine Generation später Dominicus Mettenleiter in seiner Musikgeschichte der Oberpfalz (1867): „Der Werth dieser damals weit und breit gesuchten Werke ist ein nicht eben hoher; ja man darf ohne ungerecht zu sein, sagen, dass Pausch sehr verderblich für die Kirchenmusik gewirkt habe durch die Laxität und Volubilität seiner Melodien und Harmonien. Es wäre sehr Zeit, dass diese Werke und ihres Gleichen endlich von den Chören verschwinden.“

## Werke
nach Katrin Sabath
- Überlieferte Werke (außer Opus 1 bei Lotter, Augsburg)
  - op.1: 6 Missae breves ac solemnes;
  - op.1: 7 Motetti, Missa da Requiem; bei Laucher, Dillingen (1790)
  - op.2: Tedeum solenne ex D (1791)
  - op.3: 32 Psalmi vespertini (1797)
  - op.4: 6 Missae breves, solemnes tamen, quarum ultima de Requiem (1799)
  - op.5: 6 Missae breves ac solennes, quarum prima pastoritia, ultima vero de Requiem (1802)
  - Quatuor Stationes (4 Motetti für in XXVIII Arie selectissimae praeclarorum vivorum) (1798)
- Verschollene Werke
  - 1776 Jephta, komponiert für die Preisverteilung (Abschlussfeier) der Studierenden in Amberg
  - 1790 Die Schlaue in Venedig
  - 12 weltliche Schuldramen (auch „Operetten“ genannt) für Burghausen